# August Friedrich Sack

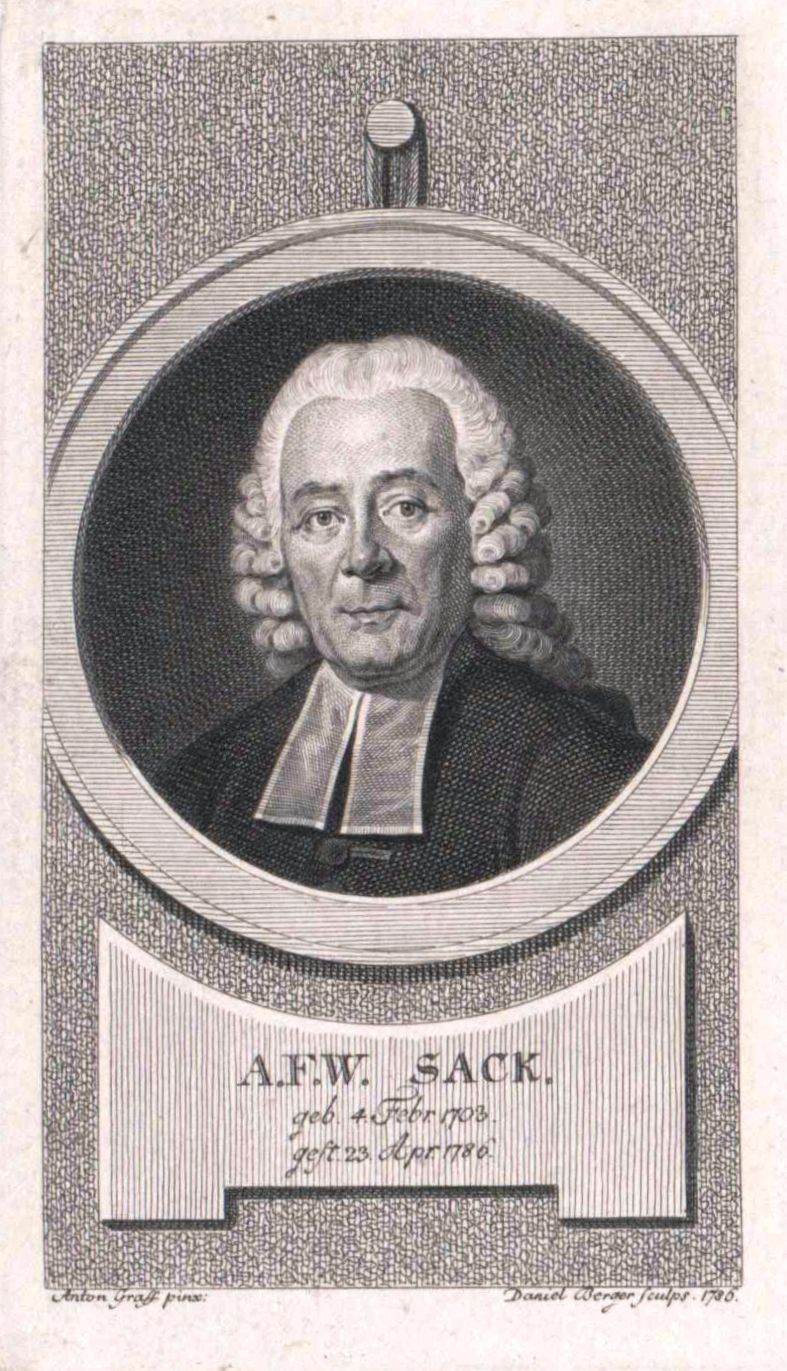
August Friedrich Sack, Kupferstich von Daniel Berger nach einem Gemälde von Anton Graff

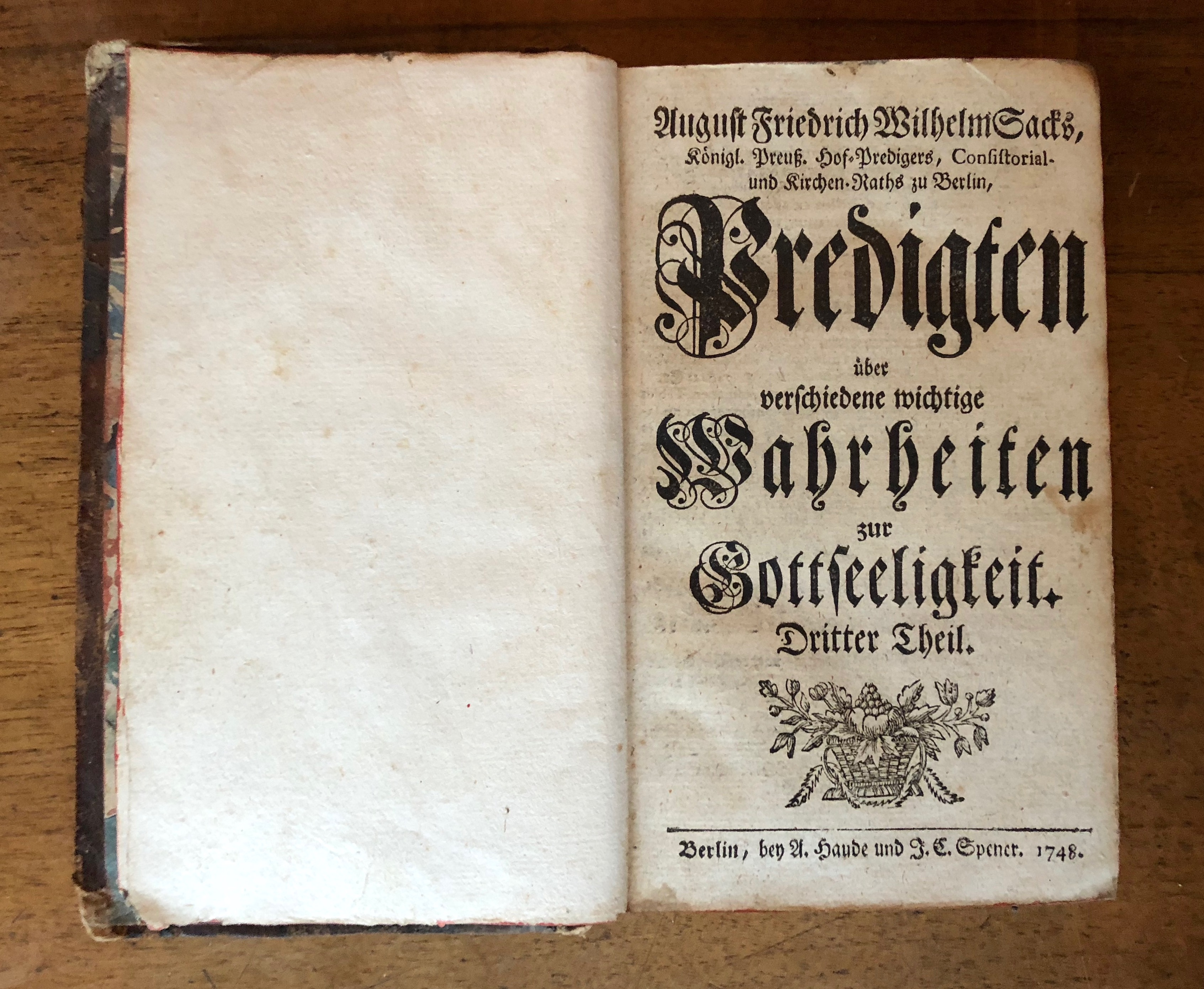
„10 Predigten über verschiedene wichtige Wahrheiten zur Gottseeligkeit, Dritter Theil“

August Friedrich Wilhelm Sack (* 4. Februar 1703 in Harzgerode; † 22. April 1786 in Berlin) war ein deutscher Philosoph, Theologe, berühmter Kanzelredner und Schriftsteller.

## Leben
Er war ein Vertreter der Schule von Christian Wolff. Als Hof- und Domprediger wurde er 1740 nach Berlin berufen. Seine Bedeutung liegt in seinen sozialen Aktivitäten und seiner Toleranz, so setzte er sich für die Thora-(Hoch-)Schule in Frankfurt/Oder ein.
Er war der älteste Sohn des Bürgermeisters von Harzgerode, Daniel Sack, und seiner Ehefrau, geborene Voigt. Die Familie stammte aus Nordhausen. Nach Besuch der Schule in Harzgerode kam er mit 15 Jahren an die Gymnasien in Bernburg und Zerbst und ging 1722 an die Universität Frankfurt (Oder), um evangelisch-reformierte Theologie zu studieren. Nach einer Tätigkeit als Hauslehrer unternahm er eine Bildungsreise nach Holland. Am 16. Juni 1731 erhielt er eine Berufung zum dritten Prediger an der deutschreformierten Gemeinde zu Magdeburg. Er war sehr beliebt in der Gemeinde und fand schnell Zugang zu den gebildeten Familien der französisch-wallonischen Kolonie der Stadt. Seine erste Ehe endete um 1733 nach der Geburt der ersten Tochter Antoinette, in deren Folge die Mutter in Kindbett verstarb. Am 7. Mai 1737 heiratete er Marie Garrigues, eine Tochter des Goldschmieds Jacques Garrigue in Magdeburg, und wurde im gleichen Jahr zum ersten Prediger und 1738 zum Konsistorialrat und Inspektor der reformierten Kirchen im Herzogtum Magdeburg ernannt.
Im Jahr 1740 wurde er nach Berlin bestellt, um vor König Friedrich Wilhelm I. Probepredigten zu halten, was ihm die Berufung zum dritten Hof- und Domprediger zu Berlin einbrachte. Er trat sein Amt nach der formellen Ernennung am 1. Juni 1740 an. Im Jahre 1744 ernannte ihn der neue König Friedrich II. zum Mitglied der Akademie der Wissenschaften und 1750 zum Oberkonsistorialrat. Im folgenden Jahr wurde er zum Visitator des reformierten Joachimsthalschen Gymnasiums in Berlin bestellt.
Mit Beginn des Siebenjährigen Krieges siedelte er mit dem Hof in die Festung Magdeburg über und unterrichtete und konfirmierte den Thronfolger in Magdeburg. Seine Dankespredigten zu verschiedenen Siegen des Krieges sind im Druck erschienen. Sack kümmerte sich insbesondere um die Ausbildung der jungen Theologen und gab eine Reihe von theologischen Schriften heraus. Eine längere schwere Krankheit hinderte ihn zeitweise, seinen Verpflichtungen nachzukommen. Erst nach ausgiebigen Kuraufenthalten kehrte er zu seinen Amtsgeschäften zurück. 1777 konnte er die Berufung seines Sohnes Friedrich Samuel Gottfried Sack aus zweiter Ehe zum fünften Hof- und Domprediger miterleben. Mit seiner letzten Predigt im Berliner Dom am 27. August 1780 legte er sein Amt als Domprediger nieder.
August Friedrich Sack starb 1786 im Alter von 83 Jahren in Berlin. Er wurde auf dem Kirchhof an der Dorotheenstädtischen Kirche beigesetzt. Das Grabmal ging spätestens bei der Einebnung von Kirche und Kirchhof im Jahr 1965 verloren.

## Schriften
- Drei Dankpredigten über die von dem großen König Friedrich II. im Jahre 1757 erfochtenen Siege Berlin 1857.
- Vertheidigter Glaube der Christen. Haude & Spener, Berlin 1748–1751. (Digitalisat)
- Lebensbeschreibungen nebst einigen von ihm hinterlassenen Schriften. Voß, Berlin 1789. (Digitalisat Band 1), (Band 2)
- Predigten, 6 Bde., 1735–64, ⁷1769.